# Eugen Selbmann
Eugen Selbmann (* 12. September 1920 in Berlin; † 1993) war ein deutscher Politikwissenschaftler und außenpolitischer Berater der SPD-Bundestagsfraktion.

## Leben
Eugen Selbmanns Vater stammte aus Böhmen, seine Mutter aus Polen. Er war deutscher Soldat im Zweiten Weltkrieg und geriet 1945 in sowjetische Kriegsgefangenschaft, aus der er im September 1945 wegen Krankheit entlassen wurde. Er studierte an der Deutschen Hochschule für Politik in Berlin (dem späteren Otto-Suhr-Institut) Politikwissenschaft bei Otto Suhr, Ossip K. Flechtheim und Ernst Fraenkel mit Abschluss Diplom-Politologe. Seine Diplomarbeit untersuchte die Deutschlandpolitik der USA 1945–1952. 1956 wurde er wissenschaftlicher Assistent, 1969 außenpolitischer Berater der SPD-Bundestagsfraktion (bis 1986). Er beriet die SPD-Fraktionsvorsitzenden Erich Ollenhauer, Fritz Erler, Helmut Schmidt, Herbert Wehner und Hans-Jochen Vogel.

Helmut Schmidt urteilte 1986 im Rückblick:
Eugen Selbmann hat die Entfaltung sozialdemokratischer Außenpolitik seit Mitte der 50er Jahre beeinflußt, gedanklich gestaltet und zum Teil auch operativ umgesetzt.